# أندري زفياغنسيف
أندري زفياغنسيف (الروسية: Андре́й Петро́вич Звя́гинцев) (مواليد 6 فبراير 1964 في نوفوسيبيرسك)، هو ممثل ومخرج وكاتب سيناريو روسي بدأ مسيرته الفنية سنة 2000.

## الأعمال
- نيويورك، أنا أحبك (2009)
- لوياثان (2014)
- بلا حب (2017)

## روابط خارجية
- أندري زفياغنسيف على موقع IMDb (الإنجليزية)
- أندري زفياغنسيف على موقع قاعدة بيانات الأفلام العربية
- أندري زفياغنسيف على موقع ألو سيني (الفرنسية)
- أندري زفياغنسيف على موقع أول موفي (الإنجليزية)
- أندري زفياغنسيف على موقع قاعدة بيانات الأفلام السويدية (السويدية)
- أندري زفياغنسيف على موقع قاعدة بيانات الفيلم (الإنجليزية)
- أندري زفياغنسيف على موقع كينوبويسك (الروسية)